# Мальва мелкоцветковая
Ма́льва мелкоцветко́вая, или просви́рник мелкоцветко́вый (лат. Malva parviflora) — вид растений семейства мальвовых.

## Ботаническое описание
Однолетнее травянистое растение. Стебель высотой до 75 см, редко опушенный. Листья округлые, у основания сердцевидные, 10—80 х 10—100 (120) мм. Лепестки 2,5—5 мм, продолговато-обратнояйцевидные, белые, розовые на кончиках. Плод — многосемянка, диаметром (3) 5—6 мм. Семена 1 мм в ширину и длину, коричневые, чёрные, голые.
Цветёт с марта по июль.

## Ареал
Естественный ареал включает территорию Африки (Алжир, Египет, Ливия, Марокко, Тунис), Азии (Кувейт, Афганистан, Кипр, Египет — Синай, Иран, Израиль, Иордания, Ливан, Сирия, Турция, Туркменистан), Кавказа (Армения, Азербайджан), Европы (Албания, Босния и Герцеговина, Хорватия, Греция, Италия, Мальта, Франция, Португалия, Гибралтар, Испания [вкл. Балеарские острова]).
Растёт от 0 до 900 м над уровнем моря.

## Применение
Культивируется в других регионах мира с умеренным климатом.
Лекарственное растение, настой, отвар или припарка используется как слабительное. Цветы используются как потогонный настой.

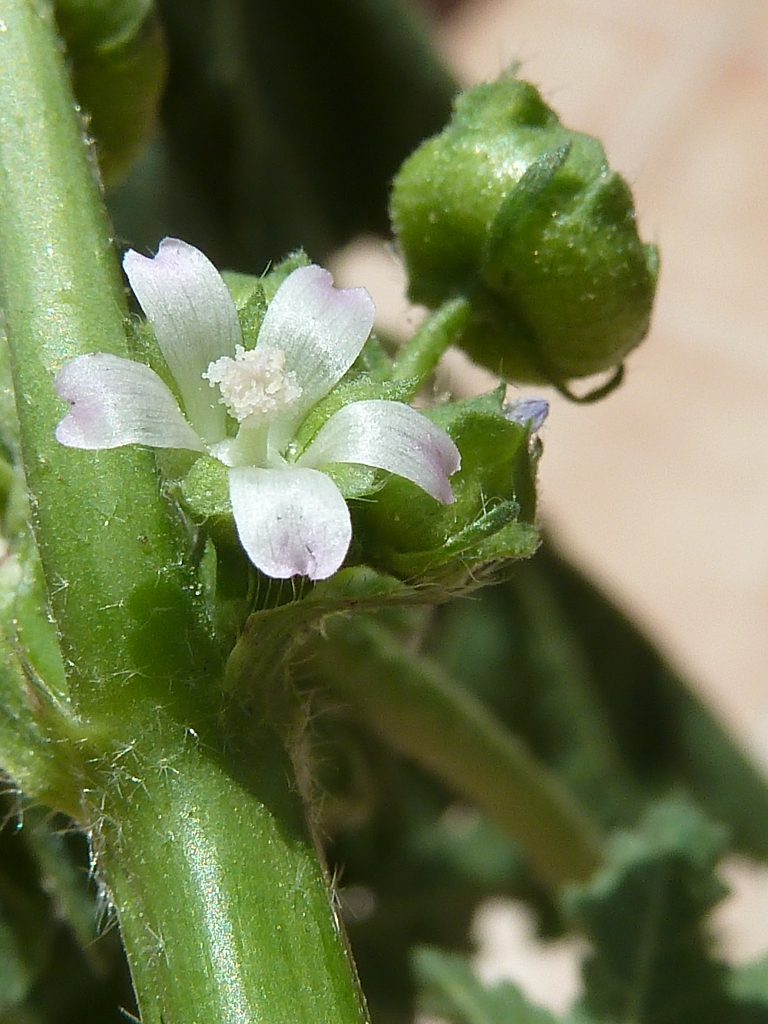
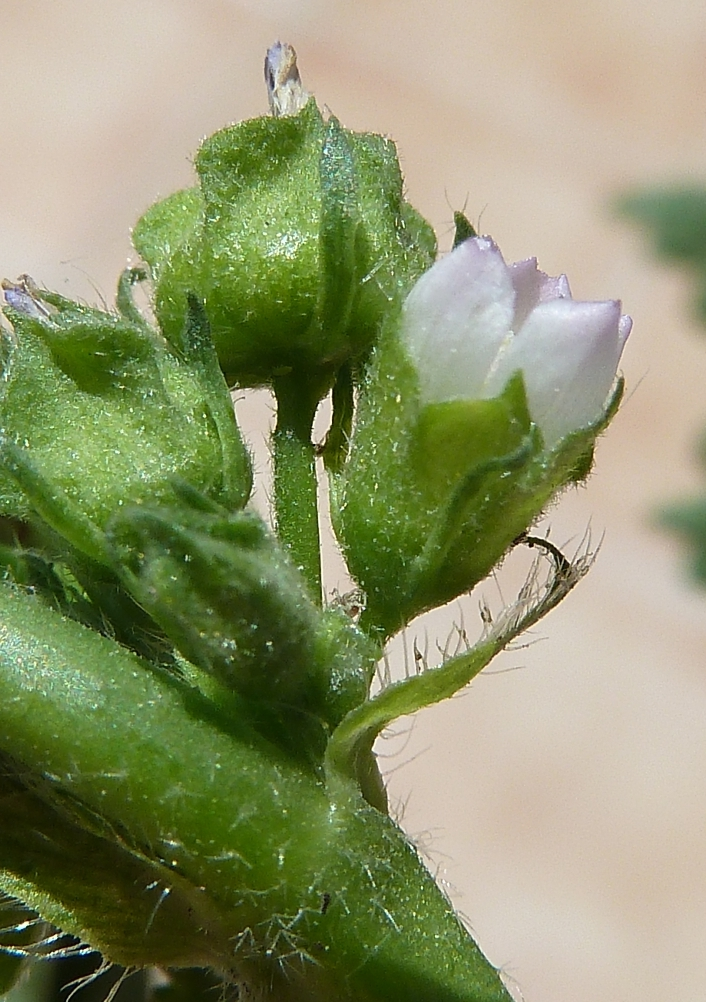
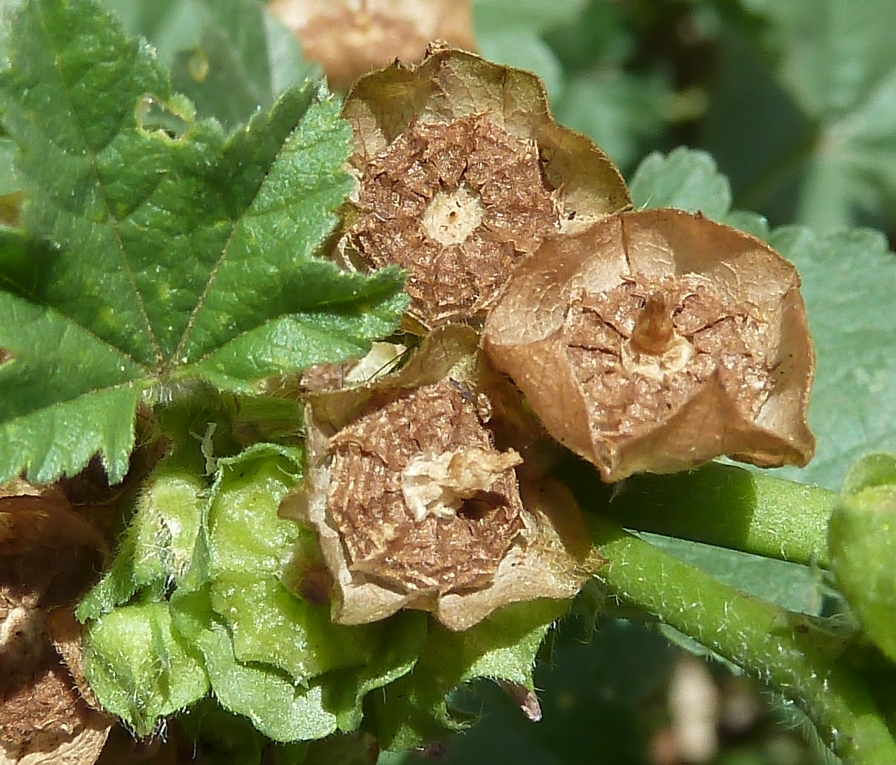
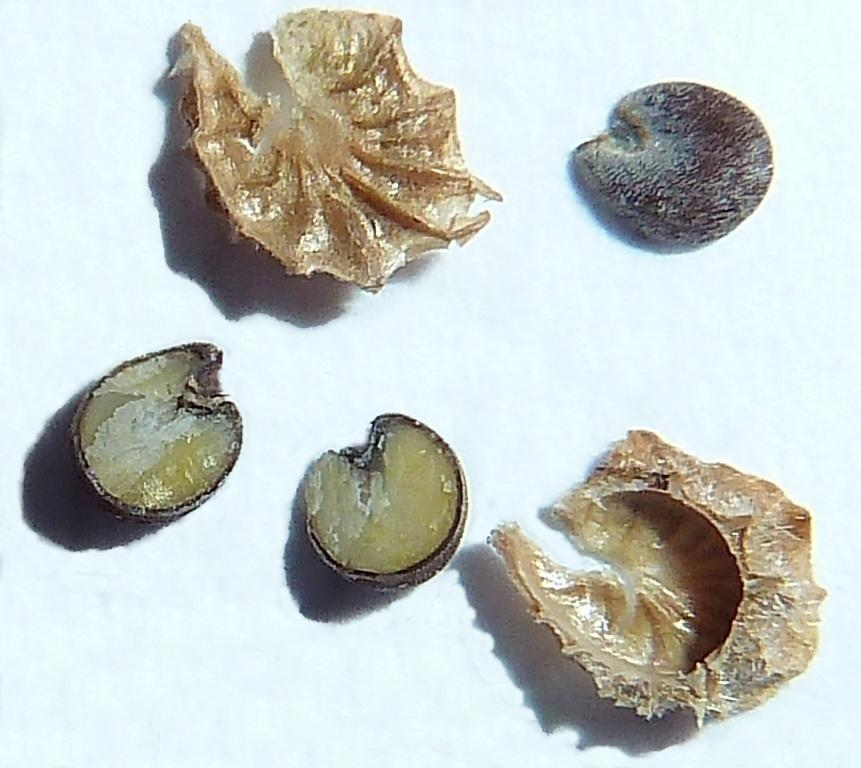